# Kamal Boullata
Kamal Joseph Boullata (arabisch كمال بلاطة, DMG Kamāl Bullāṭa; * 1942 in Jerusalem, Palästina; † 6. August 2019 in Berlin, Deutschland) war ein christlich-palästinensischer Künstler und Kunsthistoriker. Er arbeitete hauptsächlich mit Acryl und Siebdruck. Der Großteil seines künstlerischen Werks ist  abstrakter Natur und beschäftigt sich mit der palästinensischen Identität unter dem Eindruck der Trennung von der Heimat. Wiederkehrende Motive in seinen Bildern sind komplex konstruierte geometrische Muster, das Zusammenspiel von Licht, Form, Farbe und Transparenz sowie arabische Kalligrafie.

## Leben
Boullata wurde 1942 in Jerusalem geboren. Er erinnert sich, als kleiner Junge stundenlang auf den Stufen vor dem Felsendom gesessen zu haben, vertieft darin, die unzählbaren komplexen geometrischen Muster und kalligrafischen Gravuren seiner Außenwände zu studieren und abzuzeichnen. Diese Muster, die er dort als Kind sah, beeinflussten sein späteres Schaffen maßgeblich. In der Kunst der Ikonenmalerei wurde er von dem Künstler Khalil Halabi unterrichtet.
1967 wurde Boullata infolge des Sechstagekrieges nach einem Auslandsaufenthalt die Rückkehr nach Jerusalem verwehrt, was ihn zu einem Exilanten und die Trennung von der Heimat zu einem seiner zentralen Lebensthemen machte. In einem Interview sagte er: „Ich erinnere mich selbst immer wieder daran, dass Jerusalem nicht hinter mir liegt, es ist mir immer voraus.“ („I keep reminding my self that Jerusalem is not behind me, it is constantly ahead of me.“)
Er studierte an der Accademia di Belle Arti di Roma und an der Corcoran School of the Arts and Design in Washington, D.C., die heute Teil der George Washington University ist. In den Jahren 1993 und 1994 erhielt Boullata ein Fulbright Senior Scholarships, um Forschungen zur muslimischen Kunst in Marokko durchzuführen. Boullata lebte und arbeitete nach seiner Zeit in den Vereinigten Staaten unter anderem im französischen Menton und zuletzt in Berlin. Dort war er auch Fellow des Wissenschaftskollegs zu Berlin.
Seine Werke wurden sowohl in Europa als auch in den USA und dem Nahen Osten ausgestellt. Boullata war verheiratet und besaß die US-Staatsbürgerschaft.

## Stil
Viele Siebdrucke Boullatas basieren auf der kufischen Schrift, die in komplexe geometrische Muster eingebettet ist. Auch in seinen Acrylbildern spielt das Zusammenwirken geometrischer Formen mit Licht und Farbe eine wichtige Rolle. Seine Themen sind vor allem die palästinensische Identität, die Situation im Exil und das Verlangen nach der Heimat Jerusalem, bzw. dem ewigen Jerusalem.
Aufgrund seiner Verwendung der arabischen Kalligrafie als grafische Form, wurde er der Hurufiyya-Kunstbewegung zugeordnet.

## Rezensionen
In einer Rezension seiner Arbeit, schrieb der marokkanische Kunstkritiker Abdelkebir Khatibi:

„Erarbeitet mit bemerkenswerter Kontinuität und Geduld ist Boullatas Arbeit die eines Verständigen (bzw. eines Geometers), eines Künstlers in Proportion und Bemessung. Hinter seiner Leidenschaft für Geometrie steckt die Tradition der Ikonenmalerei, welche ihn in den Anfängen seiner künstlerischen Bildung prägte, eine Tradition, die eine ehrwürdige Verbindung zwischen Byzanz und der arabo-islamischen Zivilisation des Nahen Ostens hergestellt hat.“

Sultan Sooud Al Qassemi bemerkte:

„Kamal war einfach ein Riese der Kunst und Kultur unserer Zeit. Er war nicht nur ein vollendeter Künstler, er war auch der Autor des wahrscheinlich wichtigsten Buchs über die moderne und zeitgenössische Kunst Palästinas, mit dem Titel: Palestinian Art: from 1850 to the Present.“

.
Steve Sabella stellte kurz nach Boullatas Tod fest:

„Ich aß mit Kamal vor drei Wochen zu Abend, kurz bevor ich nach Jerusalem, unserer Geburtsstadt, aufbrach. Er sah jung aus, voll von Energie, inspiriert und er sprach von vielen Projekten. Von dem Moment an, in dem wir uns 2002 trafen, beflügelte jede Konversation mit ihm meine Fantasie. Nur Schönheit kommt zum Vorschein, wenn man sich in seine Kunst vertieft und seinen sorgfältig gewählten Worten zuhört - Worte, die, wie ich fühlte, immer von Herzen kamen. Kamal inspirierte tausende in seinem Leben, und ich habe das Gefühl, dass seine Reise gerade erst begonnen hat. Kamals Weggang kein Verlust, sondern eine Chance für die ganze Menschheit.“

## Öffentliche Sammlungen
Öffentliche Sammlungen mit Kunstwerken von Boullata:
- Arab American National Museum, Dearborn, Michigan
- British Museum, London
- Institut du monde arabe, Paris
- Jordan National Gallery
- The Khalid Shoman Foundation
- Sharjah Art Museum
- Sarjah and the Bibliotheque Louis Notari, Monaco

## Bücher
- Between Exits: Paintings by Hani Zurob. Black Dog Publishing, London 2012. ISBN 978-1-907317-91-0 (englisch)
- Palestinian Art: From 1850 to the Present. Saqi Press, London 2009. ISBN 0-86356-648-0 (englisch)
- Belonging and Globalisation: Critical Essays in Contemporary Art and Culture. Saqi Press, London 2008. ISBN 0-86356-666-9 (englisch)
- Recovery of Place: A Study of Contemporary Palestinian Art. (arabisch)
- There Where You Are Not: Selected Writings of Kamal Boullata. Hirmer Verlag 2019. ISBN 3-7774-3243-1 (englisch)